# Mega Brands
Mega Brands, Incorporated (TSX: MB) (anteriormente Mega Bloks, Incorporated) es una compañía de juguetes para niños, de cotización pública, ubicada en Montreal, Canadá. Mega Bloks es el nombre de su juguete más popular, bloques de construcción. Mega Brands Inc. distribuye por todo el mundo una amplia gama de juguetes, rompecabezas y productos artesanales, pero tiene un mayor éxito en América del Norte, donde los Mega Blocks es una de las 10 principales marcas de juguetes. También es una de las compañías de bloques más importantes del mundo, siendo considerada la segunda más importante, después de su principal competidor LEGO.
Entre su marca más conocida y líneas de juguetes, se encuentra Mega Blocks, además de numerosos acuerdos con las marcas comerciales de las franquicias de Halo, Assassin's Creed, Destiny, World of Warcraft, entre otras.

## Productos
La marca Mega Bloks juguete debe distinguirse de su empresa matriz Mega Brands Inc., que ofrece una gama de productos, además de ladrillos de construcción de juguete.

## Piezas
Los bloques de construcción están disponibles en cuatro tamaños: 
- Tamaño de Maxi, introducido en 1985, destinados a niños muy pequeños. Los bloques de función de esquinas ligeramente redondeadas y los bordes y tienen altos tacos redondeados.

- Mini tamaño, introducido en 1989, diseñado para niños pequeños y preescolares. Los ladrillos tienen igualmente ligeramente redondeados bordes y esquinas. Los tacos son 5/12 la altura del cuerpo del ladrillo. Este tamaño es similar al de los ladrillos LEGO.

- Micro, introducido en 1991, tiene bordes afilados y las esquinas, y los clavos son 1/6 de la altura del cuerpo del ladrillo. Este tamaño es el mismo tamaño que el común de LEGO.

- Sistema de construcción Nano, presentado en 2004, fueron los más pequeños. Mega Brands dejó de producir ladrillos de Nano en 2005.

Las tres primeras escalas son intercompatibles en diversos grados y puede ser combinado en la construcción. Nano no es directamente compatible con cualquiera de las otras escalas. 
La mayoría de los bloques se fabrican en Canadá, pero algunos de los elementos más especializados se hacen en China.

## Temas
El 12 de octubre de 2004, Mega Bloks lanzó una película animada, Dragones: Fuego y Hielo, directamente a DVD y vídeo y que posteriormente fue presentada en el canal Cartoon Network. Fire & Ice se basaba en el éxito de Mega Bloks "línea" Dragones "del producto, con guerreros detallados, castillos, y, por supuesto, dragones en microescala. Una secuela, titulada Dragons: edad del metal, también se ha transmitido en las cadenas Cartoon Network y ha sido distribuida en video. 
El mismo año, Mega Bloks lanzó una gama de juguetes muy similar a la de Piratas del Caribe, llamada Pyrates, con figuras detalladas de piratas y esqueletos, que como producto principal tuvo a los barcos Captain Cutlass' Stormstalker y Dread Eye's Phantom. También tuvieron éxito unos sets llamados Skull Caves con tres figuras, una calavera con parche (tres diferentes) y un disco CD-ROM con su película de 15 minutos promocional. 
Mega Bloks ha escrito numerosos acuerdos de licencia en los últimos años, que involucran a marcas tales como NASCAR, Harley-Davidson, Marvel Comics, Gundam, Star Trek, TMNT, y The Walt Disney Company. En febrero de 2009, Mega Brands anunció un acuerdo de licencia global con Microsoft Games Studios para producir juguetes basados en el próximo videojuego Halo Wars. 
Además, Mega Bloks ha producido sobre la base de Pokémon, Las Crónicas de Narnia, Pirates of the Caribbean: Dead Man's Chest, Spider-Man 3 y los dragones, así como sus juegos en homenaje al Departamento de Bomberos de Nueva York (FDNY) y el transbordador espacial Endeavour. 
Muchos sets incluyen conjuntos de figuras de acción de las pequeñas, cuyo diseño ha evolucionado considerablemente con el tiempo. Las primeras versiones tenían escasa articulación y mal en comparación con las cifras ofrecidas en la competencia de ladrillo juguetes basados en la construcción. Mega Bloks cifras se construyen a partir de un pequeño número de norma, los componentes intercambiables como piernas, brazos y torsos, con la impresión mínima en una cabeza esférica, básicamente, para dar una cara rudimentaria. 
Más recientemente, Mega Bloks ha alcanzado un nivel mucho mayor de detalle y la articulación, con alta calidad de esculturas de la cabeza y los elementos del cuerpo por igual, en muchos casos con diseños exclusivos para representar un personaje en particular. Ejemplos de estos se puede ver en líneas de Mega Bloks, Halo Wars, Neo Shifters y la línea de Struxx.

## Medios de comunicación
El 15 de octubre de 2003, un comercial de Honda, que debutó en imágenes generadas por ordenador, muestra una nube de ladrillos de Mega Bloks lloviendo para montar una versión de tamaño de la Honda Element, una SUV.

## Demandas de LEGO

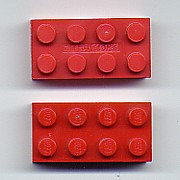
Mega Bloks vs bloque de construcción LEGO Mega Bloks (arriba) y ladrillo de construcción Lego (abajo)

El grupo LEGO ha presentado demandas en contra de Mega Bloks Inc. en los tribunales de todo el mundo debido a que los bloques de construcción Mega Bloks son compatibles en enclavamiento con los de LEGO; siendo una violación de las marcas en poder de LEGO. En general, las demandas no han prosperado, principalmente porque el diseño funcional de los ladrillos básicos se considera un asunto de patentes más que de derecho de marcas, y todas las patentes pertinentes LEGO han caducado. En una de las decisiones más recientes, el 17 de noviembre de 2005, el Tribunal Supremo del Canadá confirmó el derecho de Mega Bloks de seguir vendiendo el producto en Canadá. Una decisión similar fue tomada por el Tribunal de Justicia de la Unión Europea de Primera Instancia el 12 de noviembre de 2008.

## Colecciones
Las colecciones más destacadas de Mega Bloks son:
- Alien³
- pokemon
- Assassin's Creed
- Call of Duty
- Destiny
- Halo
- Star Trek
- World of Warcraft
- Marvel
- The Terminator
- Teenage Mutant Ninja Turtles: Out of the Shadows (película)
- Predator
- Top Gun: Maverick
- Game of Thrones

Además de productos menores como:
- Pirates of the Caribbean: Dead Man's Chest
- Piratas del Caribe: en el fin del mundo
- Pyrates: Tripulación a Bordo A la Conquista de los mares
- Barbie
- Cat
- Create 'n Play
- Create 'n Play Junior
- Dora la Exploradora
- First Builders
- Futurama
- Firefly
- Padre de familia
- God of War
- Hello Kitty
- Hot Wheels
- Hellboy
- Idea Builders
- Jeep
- John Deere
- Junior Builders
- Kapow!
- Mega Play
- Narnia
- Power Rangers
- Ride-Ons
- Skylanders
- Bob Esponja
- Thomas & Friends
- World Builders